# 8087 Кадзутака
8087 Кадзутака (8087 Kazutaka) — астероїд головного поясу, відкритий 29 листопада 1989 року.
Тіссеранів параметр щодо Юпітера — 3,361.